# Axioma
Een axioma (of postulaat) is in de wiskunde en de logica, sinds Euclides en Aristoteles, een niet bewezen, maar als grondslag aanvaarde bewering. Een axioma dient als grondslag voor het bewijs van andere wiskundige beweringen of stellingen. Een axioma maakt deel uit van een deductief systeem. In de wiskundige logica heet een deductief systeem een theorie. Bij het opstellen van een theorie gelden de volgende beperkingen:
- axioma's mogen niet met elkaar in tegenspraak zijn;
- een axioma mag niet uit andere axioma's afgeleid kunnen worden.

Als axioma's met elkaar in tegenspraak zijn, dan is een theorie inconsistent. Een axioma dat uit andere axioma's afgeleid kan worden, is geen axioma, maar een bewezen stelling. Een verzameling van axioma's is dan ook de kleinst mogelijke verzameling van veronderstellingen die een theorie mogelijk maken.
Het woord komt van het Griekse axíōma (ἀξίωμα) 'dat wat waardig of geschikt wordt geacht' of 'dat wat zichzelf aanbeveelt als evident'. 
Hoewel "axioma" en "postulaat" feitelijk synoniem zijn, is het gebruikelijk om "postulaat" te gebruiken in een bepaalde fysieke context en "axioma" in een zuiver abstracte context (bv. de logica).

## Een voorbeeld van een theorie
De rekenkunde op basis van de axioma's van Peano is een voorbeeld van een theorie. Deze theorie definieert de natuurlijke getallen met onder meer de volgende vijf axioma's:
- Nul is een getal.
- Elk getal heeft een opvolger en die opvolger is ook een getal.
- Nul is niet de opvolger van enig getal.
- Verschillende getallen hebben verschillende opvolgers.
- Als nul een bepaalde eigenschap heeft en als uit de veronderstelling dat een getal die eigenschap heeft, bewezen is dat zijn opvolger die ook heeft, dan heeft elk getal die eigenschap.

Ook de natuurkunde kent axioma's, bijvoorbeeld het postulaat dat de lichtsnelheid in een vacuüm hetzelfde is voor alle waarnemers die met constante snelheid ten opzichte van elkaar bewegen.

## Eigenschappen
Twee belangrijke eigenschappen van een theorie zijn consistentie en volledigheid. Een theorie is consistent als er binnen de theorie geen tegenspraak afgeleid kan worden. Een theorie is volledig als elke ware stelling die geformuleerd is in de formele taal van de theorie, binnen die theorie afgeleid (bewezen) kan worden.
De hierboven genoemde rekenkundige theorie van Peano is consistent, maar niet volledig - Gödels onvolledigheidsstelling bewijst dat elke consistente theorie die ten minste Peano's rekenkunde omvat, een ware stelling bevat die onbewijsbaar is binnen die theorie. Die theorie is daarmee dus onvolledig.

## Bekende axioma's
- De axioma's van de Zermelo-Fraenkel-verzamelingenleer
- Parallellenpostulaat, het vijfde postulaat van Euclides
- Postulaten van Euclides
- Postulaten van de kwantummechanica
- Postulaten van Koch

## Synoniemen
- beginsel
- grondregel
- grondstelling
- postulaat

## Verwante begrippen
Een presuppositie is ook een voor waar aangenomen stelling, maar een die sterk afhankelijk is van de gegeven context.